# Верхний Курп
Ве́рхний Ку́рп (кабард.-черк. Ислъамей, Ипщэ КурпI) — село в Терском районе Кабардино-Балкарской Республики.
Образует муниципальное образование «сельское поселение Верхний Курп», как единственный населённый пункт в его составе.

## География
Селение расположено в юго-восточной части Терского района, на левом берегу реки Курпуг. Находится в 22 км к юго-востоку от районного центра Терек и в 78 км к востоку от города Нальчик. К югу от села проходит административная граница между Кабардино-Балкарией и Северной Осетией.
Площадь территории сельского поселения составляет — 50,45 км2. Около 90% земель поселения занимают сельскохозяйственные угодья.
Граничит с землями населённых пунктов: Верхний Акбаш на западе и Инаркой на севере, а также с сёлами Хурикау и Кусово Северной Осетии на востоке.
Населённый пункт расположен на наклонной Кабардинской равнине, в предгорной зоне республики. Рельеф местности неоднороден, к западу от села тянутся предгорные волнистые равнины, а с юга и востока окружён Кабардино-Сунженским хребтом. Средние высоты на территории села составляют 370 метров над уровнем моря. К юго-востоку от него расположена высшая точка Терского района — гора Пхахуаза.
К востоку от сельского поселения расположен Верхний-Курпский государственный заказник. Также в окрестностях села расположены крупные урочища — Диконагиба, Кочийнаф, Камлюко и Кандзагутле.
Гидрографическая сеть в основном представлена рекой Курпуг и выходами родниковых вод.
Климат влажный умеренный с тёплым летом и прохладной зимой. Среднегодовая температура воздуха составляет около +10,0°С, и колеблется от средних +22,0°С в июле, до средних -3,0°С в январе. Минимальные температуры зимой редко отпускаются ниже -10°С, летом максимальные температуры достигают +35°С. Среднегодовое количество осадков составляет около 670 мм. Основная часть осадков выпадает в период с апреля по июнь. Основные ветры — северо-западные.

## История
На своем нынешнем месте селение Исламово основано примерно в 1820 году.
Существует несколько версий относительно основания аула Исламово (ныне Верхний Курп). По одной из них, аул был основан вуорком Мусой Исламовым. Согласно преданиям, за верную многолетнюю службу узденю 1-й степени Исламову, царская администрация пожаловала участок земли между речками Курп и Курпуг, для его заселения со своими подданными и строительства поста, для контроля подступов к Военно-Грузинской дороге. Из докладной записки майора Якуба Шарданова командующему войсками Кавказской линии в 1839 году следует, что «от речки Асай, за речкой Кескем, до Сунжи вниз оной до Ашкель», степь принадлежала «узденям Ахловской фамилии — Инарокову, Исламову, Бештокову и Мударовой фамилии – Астемирову, Хапцеву, Абаеву, Азапшеву, Идарову, Болатову…».
21 января 1866 года состоялось заседание комиссии по личным и поземельным правам местного населения Терской области. Обсудив вопрос равномерного расселения аулов между Тереком и Курпом, и водворения всех малокабардинцев с участка князей Бекович-Черкасских (лежавшие к востоку от реки Курп), определило: в аул Ахлово доселять аулы Инала Инарокова и Бештокова, а в аул Исламово — аул Эльмурзы Инарокова с 70 дворами.
В том же году жители аула Эльмурзы Инарокова были поселены рядом с селением Исламово и включён в его состав. До этого аул Большое Инароково располагалось у речки Псидах. А на карте Малой Кабарды, составленной в 1744 году геодезистом С. Чичаговым, Инароково было обозначено в верховьях реки Сунжа.
В 1920 году, с окончательным установлением советской власти в Кабарде, решением ревкома Нальчикского округа, Исламово как и другие кабардинские поселения было переименовано из-за присутствия в их названиях княжеских и дворянских фамилий. В результате село получило своё новое название — Верхний Курп.
е.
Во время Великой Отечественной войны, в ноябре 1942 года село было оккупировано немецкими войсками. В декабре того же года к северо-востоку от села произошёл один из самых кровопролитных сражений на территории КБАССР — Битва за Курпские высоты. В ходе этого сражения наступления немецких войск на территории КБАССР были приостановлены и началось масштабное освобождение его территорий от фашистских захватчиков. В память о павших в боях при освобождении села и сельчан погибших на фронтах войны, в селе установлены памятники. Битве за Курпские высоты, посвящены несколько выставок в различных военно-исторических музеях страны.

## Население
| 2002  | 2010  | 2012  | 2013  | 2014  | 2015  | 2016  |
| ----- | ----- | ----- | ----- | ----- | ----- | ----- |
| 1593  | ↘1563 | ↘1535 | ↘1514 | ↘1495 | ↘1494 | ↘1481 |
| 2017  | 2018  | 2019  | 2020  | 2021  | 2023  | 2024  |
| ↘1473 | →1473 | ↘1470 | ↘1461 | ↗1497 | ↗1504 | ↗1509 |
| 2025  |       |       |       |       |       |       |
| ↘1504 |       |       |       |       |       |       |

Плотность — 29.81 чел./км2
Национальный состав
По данным Всероссийской переписи населения 2010 года:
| Народ      | Численность, чел. | Доля от всего населения, % |
| ---------- | ----------------- | -------------------------- |
| кабардинцы | 1 555             | 99,5 %                     |
| другие     | 8                 | 0,5 %                      |
| всего      | 1 563             | 100 %                      |

По данным Всероссийской переписи населения 2021 года:
| Народ               | Численность, чел. | Доля от всего населения, % |
| ------------------- | ----------------- | -------------------------- |
| кабардинцы          | 1 481             | 98,93 %                    |
| другие / не указано | 16                | 1,07 %                     |
| всего               | 1 497             | 100,0 %                    |

Поло-возрастной состав
По данным Всероссийской переписи населения 2010 года:
| Возраст     | Мужчины, чел. | Женщины, чел. | Общая численность, чел. | Доля от всего населения, % |
| ----------- | ------------- | ------------- | ----------------------- | -------------------------- |
| 0 — 14 лет  | 151           | 184           | 335                     | 21,4 %                     |
| 15 — 59 лет | 528           | 519           | 1 047                   | 67,0 %                     |
| от 60 лет   | 74            | 107           | 181                     | 11,6 %                     |
| Всего       | 753           | 810           | 1 563                   | 100,0 %                    |

Мужчины — 753 чел. (48,2 %). Женщины — 810 чел. (51,8 %).
Средний возраст населения — 33,5 лет. Медианный возраст населения — 30,2 лет.
Средний возраст мужчин — 33,1 лет. Медианный возраст мужчин — 29,8 лет.
Средний возраст женщин — 33,9 лет. Медианный возраст женщин — 31,1 лет.

## Местное самоуправление
Структуру органов местного самоуправления сельского поселения составляют:
- Глава сельского поселения — Лукожев Владислав Аслангериевич.
- Администрация сельского поселения Верхний Курп — состоит из 5 человек.
- Совет местного самоуправления сельского поселения Верхний Курп — состоит из 11 депутатов.

Адрес администрация сельского поселения — село Верхний Курп, ул. Ашхотова, №1.

## Образование
- Средняя общеобразовательная школа № 1 — ул. Ленина, 3.
- Начальная школа Детский сад — ул. Ашхотова, 58.

## Здравоохранение
- Участковая больница — ул. Ашхотова, 47.

## Культура
- Дом культуры

Общественно-политические организации: 
- Адыгэ Хасэ
- Совет ветеранов труда и войны

## Ислам
В селе действует молельный дом. В планах строительство новой мечети.

## Экономика
Основу экономики села составляет сельское хозяйство. Наибольшее развитие получили выращивания сельскохозяйственных технических культур.

## Улицы
Улицы:

| Ашхотова   |
| Безымянная |

| Ленина    |
| Советская |

| Умарова |

Переулки:

| Первый |
| Второй |

| Третий |

| Четвёртый |

## Раскопки
- В глиняном обрыве у слияния рек Курп и Сухой Курп найдены останки южного слона (Archidiskodon meridionalis)[24].